# Jason Fontenet
Jason Armond Fontenet (Phoenix, 4 novembre 1982) è un ex cestista statunitense, professionista nella NBDL, in Europa e in Asia.